# Microtus canicaudus
Microtus canicaudus es una especie de roedor de la familia Cricetidae.

## Distribución geográfica
Se encuentra en el valle de Willamette (Oregón). 